# 中川弘子 (バスケットボール)
中川 弘子（なかがわ ひろこ、現姓：横尾（よこお）、1956年4月2日 - ）は、日本の元バスケットボール選手。元全日本代表。日本リーグの第一勧業銀行に所属していた。

## 人物
飯田風越高校で1975年インターハイ準優勝。第一勧業銀行では第14回（'80-'81）日本リーグの優勝に貢献し、MVPなどを獲得。全日本でも1979年世界選手権やモスクワ五輪予選などに出場した。
スタミナと走力、テクニックを併せ持ち、フォワードとセンターの両方をこなせる貴重な選手だった。
引退後は日本バスケットボール協会の広報に入っていたが、豊田通商の選手と結婚し出産。その息子はBリーグでプレーした横尾達泰である。

## 日本代表歴
- 1978年アジア競技大会
- 1979年世界選手権
- モスクワオリンピック予選

## 受賞歴
- 日本リーグ
  - ベスト5（1978・1980・1981）
  - MVP（1980）
  - フリースロー賞（1980）
  - リバウンド賞（1980・1981）